# Girasole
Girasole – miejscowość i gmina we Włoszech, w regionie Sardynia, w prowincji Nuoro. Graniczy z Tortolì, Lotzorai i Villagrande Strisaili.
Według danych na rok 2004 gminę zamieszkiwało 946 osób, 78,8 os./km².